# Taira liboensis
Espèce
Synonymes
- Taira lunaris Wang & Ran, 2004

Taira liboensis est une espèce d'araignées aranéomorphes de la famille des Amaurobiidae.

## Distribution
Cette espèce est endémique de Chine Elle se rencontre au Guizhou et au Sichuan,.

## Étymologie
Son nom d'espèce, composé de libo et du suffixe latin -ensis, « qui vit dans, qui habite », lui a été donné en référence au lieu de sa découverte, le xian de Libo.

## Publication originale
- Zhu, Chen & Zhang, 2004 : A new species of the genus Taira from China (Araneae: Amaurobiidae: Amaurobiinae). Journal of Hebei University, Natural Science Edition vol. 24, no 1, p. 61-64.